# William Pelham
Sir William Pelham ( c. 1528 – 1587) fue un militar inglés y lord justicia de Irlanda. 

## Vida
Fue el tercer hijo de Sir William Pelham de Laughton, Sussex, y su segunda esposa, Mary, hija de William Sandys, primer barón Sandys de Vyne. Fue hermano de Edmund Pelham, barón jefe del Tesoro irlandés y medio hermano de Sir Nicholas Pelham (1517-60). Su padre murió en 1538, y Pelham tenía probablemente treinta años cuando fue nombrado capitán de zapadores durante el asedio de Leith en 1560. Sus hombres construyeron un fortín con cuatro baluartes al que llamaron "Monte Pelham". William recibió elogios por su actuación aunque, según Humfrey Barwick, su mala ingeniería fue responsable de las heridas sufridas por Arthur Gray, hijo del comandante, durante el ataque.
Continuó al frente de los zapadores en Le Havre en noviembre de 1562 bajo el mando de Ambrose Dudley, tercer conde de Warwick ; y, enviado en ayuda del almirante Coligny en febrero de 1563, estuvo presente en la captura de Caen. Intervino en las negociaciones para la rendición de Le Havre y actuó como rehén para garantizar el cumplimiento de las condiciones de la rendición. A su regreso a Inglaterra, trabajó con Portinari y Jacopo Aconcio en la inspección y mejora de las fortificaciones de Berwick upon Tweed. Posteriormente, fue nombrado teniente general de artillería y trabajó en el fortalecimiento de las defensas del reino. Acompañó a Henry Brooke, undécimo barón Cobham y al secretario Francis Walsingham en una misión diplomática a los Países Bajos en el verano de 1578, y en el verano siguiente fue enviado a Irlanda para organizar la defensa de La Empalizada contra posibles incursiones de los O'Neill. Fue nombrado caballero por Sir William Drury y, a la muerte de este último poco después, fue elegido por el Consejo Privado de Irlanda para ser Lord Justice de Irlanda ad interim .

### Carnicería en Irlanda
La situación en Munster, convulsa tras la Segunda Rebelión de Desmond de James Fitzmaurice Fitzgerald, y la actitud del conde de Desmond y su hermano Sir John de Desmond, lo obligaron a ir allí. Sus esfuerzos de conciliación resultaron infructuosos y el conde sería declarado traidor; pero, al no encontrarse lo suficientemente fuerte para atacar Askeaton, regresó a Dublín pasando por Galway, dejando el mando de las operaciones en Munster a Thomas Butler, conde de Ormond. Su proceder molestó a Isabel II, que no quería involucrarse en una nueva y costosa campaña y Pelham, pidió ser relevado de su cargo. Finalmente, y cediendo a la presión inglesa, Pelham se preparó para regresar a Irlanda en enero de 1580. En Waterford, donde permaneció bloqueado hasta mediados de febrero por falta de víveres, decidió confiar el gobierno de los condados de Cork y Waterford a Sir William Morgan ante una posible invasión española, y marchó a través de Connello y Kerry hasta Dingle junto con el conde de Ormonde. A su paso, mató indiscriminadamente, según los Anales de los Cuatro Maestros. Regresó a lo largo de la costa, donde tomó al asalto el castillo de Carrigafoyle el 27 de marzo, tras lo que pasó por las armas a la guarnición, sin perdonar a nadie. Aterrorizada por el destino de Carrigafoyle, la guarnición de Askeaton se rindió sin recibir un solo golpe, y el último bastión de Desmond, Ballyloughan, cayó al mismo tiempo en manos de Pelham.
Con su cuartel general en Limerick, el Pelham guarneció el distrito de Desmond, para poder centrarse en Kerry y, con la ayuda de la flota, bajo el mando de William Wynter, rendir a los rebeldes por hambre. Convocó también una reunión de los nobles y jefes de la nobleza de la provincia, aunque con escasa asistencias. Luego, él y Ormonde entraron juntos en Kerry. Desde Castleisland, donde estuvieron a punto de capturar al conde de Desmond y a Nicholas Sanders, avanzaron a lo largo del valle del río Maine, hasta Dingle. En Dingle reunieron con el almirante Wynter y, con su apoyo, Pelham saqueó la costa entre Dingle y Cork, mientras Ormonde devastaba el interior del país. Finalmente, los jefes occidentales se fueron sometiendo a Ormonde. Desmond todavía estaba prófugo, pero su poder había quedado paralizado.
Instigó el llamado "Perdón de Pelham" para controlar la rebelión. Consistía en denegar el derecho a rendirse a cualquier "rebelde"  a menos que hubiera matado a otro presunto rebelde de mayor rango. 
Pelham, que insistía en la rendición incondicional, se preparaba para una nueva incursión en Kerry, cuando fue informado de que el nuevo Lord Teniente, Arthur Grey, decimocuarto barón Gray de Wilton, había llegado a Dublín. Originalmente, la intención era enviar a Sir Henry Wallop con la espada del estado a Dublín, pero Pelham se sintió ofendido por la falta de cortesía mostrada hacia él por el secretario del Lord Teniente, Edmund Spenser, y decidió acudir a Dublín. Tuvo que detenerse durante algún tiempo en Athlone por el mal tiempo, y, por fin, el 7 de septiembre renunció formalmente a la espada de estado al diputado en la Catedral de San Patricio, Dublín. Se habló de nombrarlo presidente de Munster, y acompañó a Gray a Drogheda para inspeccionar las fortificaciones; pero al caer gravemente enfermo, regresó a Dublín en un carro. Abandonó Irlanda a principios de octubre.
El 16 de enero de 1581 formó parte, junto a George Talbot, conde de Shrewsbury y Sir Henry Neville para trasladar a María de Escocia, desde Sheffield al castillo Ashby de la Zouch en Leicestershire, propiedad del conde de Huntingdon. La misión de la comisión era confiscar los documentos de María y enviarlos a Londres, pero las órdenes fueron canceladas y María permaneció bajo custodia del conde de Shrewsbury en Chatsworth House . 
Pelham todavía conservaba el cargo de teniente general de artillería, pero estaba completamente endeudado e Isabel se negó a condonar o congelar las deudas. La reina le exigió el pago de sus atrasos para permitirle servir junto alconde de Leicester en los Países Bajos. A instancias de este y de Lord Burghley, Pelham aceptó hipotecar su propiedad y, en julio de 1586, se unió a Leicester en los Países Bajos.

### Carrera en los Países Bajos
Leicester, que le tenía en gran consideración, lo nombró mariscal del ejército, ofendiendo así a Sir John Norris y su hermano Sir Edward Norris. En cuanto a Pelham, compartía los prejuicios de Leicester contra los Norris, y en una borrachera el 6 de agosto en las habitaciones del Conde Hohenlohe en Geertruidenberg, causó una pelea que casi le cuesta la vida a Sir Edward Norris. Días después, mientras inspeccionaba las trincheras ante Doesburg en compañía de Leicester, fue herido de un tiro en el estómago, que no resultó fatal de manera inmediata. Pudo tomar parte en la lucha de Zutphen y, según Fulke Greville, fue el deseo de emularlo lo que hizo que Sir Philip Sidney abandonara sus espinilleras y recibiera así la herida que le provocó la muerte. Pelham recibió el encargo de someter a los ciudadanos recalcitrantes de Deventer. Tras una breve estancia en Inglaterra, fue enviado de regreso con refuerzos a los Países Bajos en otoño de 1587, pero murió poco después de desembarcar en Vlissingen, el 24 de noviembre de 1587.

## Familia
Pelham se casó primero con Eleanor (fallecida en 1574), hija de Henry Neville, conde de Westmorland y su primera esposa Anne Manners. Con ella, tuvo un hijo, Sir William Pelham, que lo sucedió, y se casó con Ann, hija mayor de Charles Willoughby, segundo barón Willoughby de Parham y Margaret Clinton.
Tuvo una segunda esposa en 1576, Dorothy (fallecida en 1623). Su padre era Anthony Catesby de Whiston, Northamptonshire, y ella era viuda de Sir William Dormer .  Él y su segunda esposa tuvieron un hijo, Peregrine, y una hija, Ann.  Dorothy dejó una donación que pasó a formar parte de la fundación de la Royal Grammar School, High Wycombe . 